# Еліза Лукас
Еліза Лукас (Елізабет Лукас Пінкні, 28 грудня 1722 — 1793) — американська підприємиця й винахідниця, яка відіграла величезну роль у розвитку промисловості британських колоній в Америці.
Еліза Лукас змінила вигляд сільського господарства Південної Кароліни, почавши вирощування індигофери фарбувальної, сировини для виробництва індиго, що в той період стало однією з найважливіших сільськогосподарських галузей. У 16 років вона почала керувати трьома плантаціями, а до початку американської війни за незалежність продукція індиго становила третину всього експорту з Південної Кароліни.
1753 року на аудієнції у принцеси Уельської Августи Еліза Лукас піднесла їй шовкову сукню, виготовлену на плантаціях Пінкні.
1793 року, на похороні Елізи Лукас, серед тих, хто несли її труну, був президент США Джордж Вашингтон.
1989 року Еліза Лукас стала першою жінкою, включеною до Зали Слави Бізнесу штату Південна Кароліна.